# Vada
Vada (mađ. Mohácsi-sziget) je riječni otok u Mađarskoj.
Tvori ga Dunav sa svojim rukavcima. Nalazi se na samom jugu Republike Mađarske, na dijelu gdje Dunav utječe u Hrvatsku.
Hrvatsko ime dolazi od riječi ada.

## Vanjske poveznice
- (mađ.) A Mohácsi-sziget a Vendégvárón  Arhivirana inačica izvorne stranice od 30. travnja 2009. (Wayback Machine)